# Herb gminy Gromnik
Herb gminy Gromnik – jeden z symboli gminy Gromnik, ustanowiony 27 kwietnia 2006.

## Wygląd i symbolika
Herb przedstawia na tarczy w polu błękitnym dwa skrzyżowane klucze przed mieczem, atrybuty Apostołów św. Piotra i Pawła, patronów klasztoru Benedyktynów w Tyńcu do których w przeszłości należała część terenów gminy, a pod nimi srebrny falowany pas symbolizujący rzekę Białą, przecinającą gminę wzdłuż, którą przebiegał średniowieczny szlak z Biecza w kierunku Węgier.